# كأس النرويج 1951
كأس النرويج 1951 (بالنرويجية: Norgesmesterskapet i fotball for menn 1951)‏ هو الموسم 46 من كأس النرويج. أشرف على تنظيمه اتحاد النرويج لكرة القدم، وفاز فيه Sarpsborg FK ‏.